# オフィスミュウ (制作プロダクション)
オフィスミュウ（英: office mu）は、1997年より愛知県名古屋市西区に事務所を置く広告代理業及び各種企画制作プロダクション。1986年頃、音楽制作プロダクションとして創業するが、一旦活動を休止した後、1997年に名古屋を拠点に今の形で再始動する。2018年からは元ＯＳ☆Ｕの高橋萌（たかはしもえ）が所属。代表は加藤繭午（かとうけんご）。

## 概要
- 広告代理店業
- テレビ・ラジオ番組の企画制作
- 各種イベントのプランニング・演出・運営管理
- トータル音楽プロデュース
- 各種デザイン制作

イベントに関しては、近年はスポーツイベントも手掛けており、2009年よりBリーグ、2020年よりVリーグなどのアリーナ演出も行う。音楽制作に関しては、国内外問わずメジャーアーティストへの楽曲提供をはじめ、CM音楽や各種テーマソング、またはイベントなどの演出用の楽曲制作も担当。また、音楽制作は「サウンドプロデュースドットコム」でも展開。オフィスには録音スタジオ「STUDIO MU」を完備しており、楽曲の制作をはじめナレーションの録音なども行う。基本的にはタレントプロダクションではないが、2018年より元ＯＳ☆Ｕの１期生で、エフエム愛知でパーソナリティなどを務めるタレントの高橋萌が所属している。

## 所属タレント
高橋萌
【現在のレギュラーワーク】
[RADIO] 大須アメ横 presents オスラバ（エフエム愛知 毎週金曜日 19時30分より） 2013年4月〜
[RADIO] GLOBAL R-VISION（エフエム愛知 毎週土曜日 19時00分より） 2019年3月〜
[RADIO] DAYDREAM MAGIC（エフエム愛知 毎週水木曜日 11時時30分より） 2023年4月〜
[イベント] Vリーグ ウルフドッグス名古屋 アリーナMC 2020年10月〜
[イベント] Bリーグ ファイティングイーグルス名古屋 アシスタントMC 2022年10月〜